# Epalzeorhynchos kalopterus
Epalzeorhynchos kalopterus — субтропічна прісноводна риба роду Epalzeorhynchos родини коропових. Вперше описана у 1851 році. Наукова назва походить від давньогрецьких слів καλός (kálos), яке означає «красивий, приємний», і πτερόν (pterón) — «перо, крило».
Утримується як акваріумна риба. Відома своє здатністю об'їдати зелені водорості. Через зовнішню подібність може бути помилково прийнята за сіамського водоростеїда.

## Ареал
Epalzeorhynchos kalopterus — придонний мешканець рік і струмків зі швидкою течією у передгір'ях Малайського півострова, островів Борнео, Яви і Суматри в Південно — Східній Азії. У сезон дощів запливає на затоплені поля та лісисті території.

## Опис риби
Тіло видовженої торпедоподібної форми. Рот нижній у вигляді скребка-присоски із двома парами вусиків. Основний тон забарвлення — зеленувато-коричневий, знизу світліший. Посередині спини проходить чорна смуга. Ще одна чорна смуга йде з боків на рівні бічної лінії вздовж всього тіла. На відміну від сіамського водоростеїда, ця смуга заходить на хвостовий плавець зберігаючи свою ширину, не стоншуючись до краю плавця. Бічні лопаті хвостового плавця, та решта плавців рожевуватого забарвлення. На спинному, анальному та черевний плавцях розташовані великі чорні плями, краї плавців з білою, майже прозорою облямівкою.
Статевий диморфізм не виражений. Завдовжки рибка — 14-16 см. Тривалість життя — близько 5 років.

## Утримування та розмноження в акваріумах
Як і інші рибки з роду Epalzeorhynchos, поводиться територіально й агресивно ставиться до особин свого виду, а також риб подібного забарвлення, тому утримувати їх краще поодинці. До інших риб ставляться спокійно.
Акваріум має бути доволі великий (від 100 літрів), густо засаджений рослинами, з великою кількістю укриттів та вільним місцем для плавання.
Рибка всеїдна, підходить будь-який живий, рослинний чи комбінований корм, а також сухі корми. Корм обов'язково повинен містити рослинну компоненту.
Параметри води:
- Температура — 21—26 °C;
- Твердість — від 5 до 15 dH;
- Кислотність — pH 6,0-7,5, бажано близьке до нейтрального.

Розмножуються в неволі тільки за допомогою гормональних ін'єкцій.